# Nathan Perkovich
Nathan Perkovich (* 15. Oktober 1985 in Canton, Michigan) ist ein ehemaliger US-amerikanischer Eishockeyspieler mit kroatischer Staatsbürgerschaft, der im Verlauf seiner aktiven Karriere zwischen 2003 und 2022 unter anderem 166 Spiele in der American Hockey League (AHL) auf der Position des rechten Flügelstürmers bestritten hat. Einen Großteil seiner aktiven Laufbahn verbrachte Perkovich beim KHL Medveščak Zagreb, mit dem er insgesamt sechsmal die kroatische Meisterschaft gewann und am Spielbetrieb der österreichischen Erste Bank Eishockey Liga (EBEL) sowie Kontinentalen Hockey-Liga (KHL) teilnahm.

## Karriere
Nathan Perkovich, der als Sohn kroatischstämmiger Eltern in den Vereinigten Staaten geboren wurde, begann seine Karriere als Eishockeyspieler bei den Cedar Rapids RoughRiders in der United States Hockey League (USHL), der wichtigsten Nachwuchsliga des Landes. Obwohl er im NHL Entry Draft 2004 von den New Jersey Devils aus der National Hockey League (NHL) in der achten Runde an insgesamt 250. Stelle gezogen worden war, spielte er weiter in der USHL und verbrachte die beiden folgenden Jahre bei deren Ligakonkurrenten Chicago Steel. Von 2006 bis 2009 stand er für die Mannschaft der Lake Superior State University im Spielbetrieb der National Collegiate Athletic Association (NCAA) auf dem Eis.
Von 2009 bis 2012 lief Perkovich für das Farmteam der New Jersey Devils, die Lowell Devils bzw. – nach deren Umzug nach Albany im Sommer 2010 – die Albany Devils, in der American Hockey League (AHL) auf. Im Sommer 2012 wechselte er in das Land seiner Vorfahren zum kroatischen Hauptstadtklub KHL Medveščak Zagreb, der zunächst am Ligabetrieb der österreichischen Erste Bank Eishockey Liga (EBEL) teilnahm. Zur Saison 2013/14 wechselte der Stürmer mit der Mannschaft in die Kontinentale Hockey-Liga (KHL). Zudem wurde er von Medveščak alljährlich bis 2018 in den Playoffs der kroatischen Liga eingesetzt und feierte in allen sechs Jahren mit dem Team den Gewinn der kroatischen Meisterschaft.
Im August 2018 wechselte der US-Amerikaner zurück nach Nordamerika und ging ein Arbeitsverhältnis mit den Florida Everblades in der ECHL ein. Zur Saison 2019/20 wechselte Perkovich zunächst zum Ligakonkurrenten Greenville Swamp Rabbits. Ein Jahr später dann zu den Jacksonville Icemen, für die er aber nur zu einem Einsatz kam. Daraufhin kehrte der Offensivspieler im Januar 2021 wieder nach Europa zurück, wo er einen Vertrag beim Újpesti TE aus der ungarischen Hauptstadt Budapest unterzeichnete. Mit dem Klub nahm er am Spielbetrieb der Ersten Liga teil. Zur Saison 2021/22 schloss sich der Flügelstürmer erneut den Florida Everblades in der ECHL an, mit denen er zum Saisonende den Kelly Cup gewann. Anschließend beendete der 36-Jährige seine aktive Karriere.

### International
Perkovich spielte erstmals bei der Weltmeisterschaft 2015 in der Gruppe B der Division I für die kroatische Nationalmannschaft. Dabei erzielte er in vier der fünf Spiele je ein Tor. Lediglich bei der 4:9-Niederlage gegen Südkorea blieb er ohne eigenen Treffer. Auch 2016 und 2017 spielte er mit Kroatien in der Division IB.

## Erfolge und Auszeichnungen
| - 2013 Kroatischer Meister mit dem KHL Medveščak Zagreb - 2014 Kroatischer Meister mit dem KHL Medveščak Zagreb - 2015 Kroatischer Meister mit dem KHL Medveščak Zagreb - 2016 Kroatischer Meister mit dem KHL Medveščak Zagreb | - 2017 Kroatischer Meister mit dem KHL Medveščak Zagreb - 2018 Kroatischer Meister mit dem KHL Medveščak Zagreb - 2022 Kelly-Cup-Gewinn mit den Florida Everblades |

## Karrierestatistik

### International
Vertrat Kroatien bei:
- Weltmeisterschaft der Division IB 2015
- Weltmeisterschaft der Division IB 2016
- Weltmeisterschaft der Division IB 2017

(Legende zur Spielerstatistik: Sp oder GP = absolvierte Spiele; T oder G = erzielte Tore; V oder A = erzielte Assists; Pkt oder Pts = erzielte Scorerpunkte; SM oder PIM = erhaltene Strafminuten; +/− = Plus/Minus-Bilanz; PP = erzielte Überzahltore; SH = erzielte Unterzahltore; GW = erzielte Siegtore; 1 Play-downs/Relegation; Kursiv: Statistik nicht vollständig)